# 고누역
고누역(일본어: 甲奴駅)은 일본 히로시마현 미요시시에 위치한 서일본 여객철도 후쿠엔 선의 철도역이다. 단선 승강장 1면 1선의 구조를 갖춘 지상역이다.

## 역 주변
- 미요시 시 고누 지소

## 역사
- 1935년 11월 15일 : 후쿠엔키타 선이 기사 - 조게 역 연장에 의해 개업.
- 1938년 7월 28일 : 후쿠엔키타 선이 후쿠엔 선의 일부가 되어, 이 역도 그 소속으로 함.
- 1985년 12월 1일 : 무인역화.
- 1987년 4월 1일 : 일본국유철도 분할 민영화에 의해, 서일본 여객철도가 승계.

## 인접 역
| 후쿠엔 선          | 후쿠엔 선   | 후쿠엔 선                     |
| ------------------ | ----------- | ----------------------------- |
| 조게 후쿠야마 방면 | ■ 후쿠엔 선 | 가지타 시오마치 · 미요시 방면 |